# Monti Sverdrup
I monti Sverdrup sono una catena montuosa dell'Antartide facente parte del più grande insieme montuoso chiamato Fimbulheimen, di cui costituisce l'estremità occidentale. Situata nella Terra della Regina Maud e in particolare in corrispondenza della costa della Principessa Astrid, la formazione si snoda in direzione est-ovest per oltre 80 km a ovest dei monti Gjelsvik e le sue vette raggiungono i 2655 m s.l.m. con il monte Krüger.
Tra le varie formazioni presenti nei monti Sverdrup sono presenti altre due sottocatene montuose: i monti Barkley e i monti Paulsen.

## Storia
I monti Sverdrup sono stati scoperti e fotografati durante la spedizione Nuova Svevia, 1938-39, comandata dal capitano tedesco Alfred Ritscher. In seguito essi sono stati nuovamente esplorati dalla spedizione NBASE, 1949-52, e dalla spedizione Luncke, 1958-59, che li mapparono ancora più dettagliatamente. La formazione è stata poi così battezzata in onore di Harald Sverdrup, direttore del comitato norvegese della spedizione NBASE.